# Правительство Чешской Республики
Правительство Чешской Республики (чеш. Vláda České republiky) — высший орган исполнительной власти Чешской Республики. Правовое положение правительства определено третьей главой конституции Чешской Республики, принятой 16 декабря 1992 года.

## Правовое положение
В соответствии с конституцией Чешской Республики, правительство является высшим органом исполнительной власти и состоит из председателя, заместителей председателя правительства и министров (статья 67). Правительство является ответственным перед Палатой депутатов парламента.
В соответствии со статьёй 68 конституции, члены правительства назначаются президентом республики, затем в течение тридцати дней правительство просит палату депутатов о выражении доверия. Палата депутатов либо выражает доверие вновь назначенному правительству, либо нет. В последнем случае президент назначает новый состав правительства, который вновь должен запросить вотум доверия у палаты депутатов. Если же палата депутатов второй раз подряд не выразит доверия правительству, президент назначает председателя правительства по предложению председателя палаты депутатов.
Правительство, в соответствии со статьёй 41 конституции, обладает правом законодательной инициативы, причём законопроекты о государственном бюджете и об исполнении государственного бюджета могут вноситься только правительством (статья 42 конституции). Принятые парламентом законы подписываются председателем палаты депутатов, президентом республики и председателем правительства (статья 51).
Полномочия правительства прекращаются в случае выражения недоверия палатой депутатов по письменному предложению не менее чем 50 депутатов (статья 72), либо в результате отставки правительства, которую принимает президент Республики (статья 73). Правительство обязано подать в отставку, если палата депутатов выразила ему недоверие, а также после выборов нижней палаты парламента.
Состав исполнительной власти определяется на основании Закона № 2/1969 Coll «О создании министерств и других центральных органов государственного управления Чешской республики» с последующими дополнениями. На 2013 год существуют 14 министерств и 11 других органов центрального государственного управления (например, Офис центрального правительства или Чешский офис статистики). Центральный аппарат государства также включает различные административные органы с полномочиями на национальном уровне, подчиняющиеся одному из министерств, которые не упоминаются в Законе (например, Чешская торговая инспекция или Центральный земельный офис). Этот же закон определяет сферу деятельности и ответственности министерств.

## История
Правительство Петра Нечаса, находившееся у власти с 13 июля 2010 года, является одиннадцатым составом правительства с момента вступления в действие конституции Чешской республики. Первые два состава правительства (1992—1996 и 1996—1998) были сформированы и возглавлялись Вацлавом Клаусом (коалиция ODS, KDU-ČSL, ODA), третьим было переходное правительство Йозефа Тошовски (2.01.—17.07.1998, KDU-ČSL, ODA, беспартийные).
Четвертое правительство было сформировано социал-демократами (ČSSD) и возглавлено Милошем Земаном (1998—2002). Пятый состав правительства (2002—2004) вновь стал коалиционным (ČSSD, KDU-ČSL, US-DEU) и было возглавлено Владимиром Шпидлой. Шестое правительство (Станислава Гросса, 2004—2005) и седьмое правительство (Иржи Пароубека, 2005—2006) также были сформированы коалицией партий ČSSD, KDU-ČSL и US-DEU.
Восьмой состав правительства («Первое правительство Тополанека») (2006—2007) был сформирован Гражданской демократической партией (ODS) при участии шестерых беспартийных министров. «Второе правительство Тополанека» (2007—2009) стало результатом коалиции партий ODS, KDU-ČSL и Партии зелёных.
Десятое правительство (Яна Фишера, 2009—2010) формально было беспартийным, однако фактически явилось результатом соглашения трёх партий — ODS, ČSSD и Партии зелёных. Однако возвращение социал-демократов в правительство было недолгим — следующее правительство (Петра Нечаса) было сформировано только право-центристскими партиями ODS, TOP 09, Общественные дела (VV) и LIDEM.

### Правительство Петра Нечаса (2010—2013)
Правительство Петра Нечаса было сформировано 10 июля 2010 года и работало до ухода Нечаса в отставку с поста премьер-министра 17 июня 2013 года.
По партийно-идеологическому составу правительство являлось правоцентристским.
| Должность                                                  | Имя               | Партия                             |
| Председатель, министр обороны                              | Петр Нечас        | Гражданская демократическая партия |
| Первый вице-председатель, министр иностранных дел          | Карел Шварценберг | ТОП 09                             |
| Вице-председатель                                          | Каролина Пик      | LIDEM                              |
| Министр обороны (до 7.12.2012)                             | Александр Вондра  | Гражданская демократическая партия |
| Министр внутренних дел                                     | Ян Кубице         | беспартийный                       |
| Министр юстиции                                            | Павел Блажек      | Гражданская демократическая партия |
| Министр промышленности и торговли                          | Мартин Куба       | Гражданская демократическая партия |
| Министр окружающей среды                                   | Томаш Халупа      | Гражданская демократическая партия |
| Министр сельского хозяйства                                | Петр Бендль       | Гражданская демократическая партия |
| Министр финансов                                           | Мирослав Калоусек | ТОП 09                             |
| Министр здравоохранения                                    | Леош Хегер        | ТОП 09                             |
| Министр труда и социальных дел                             | Лудмила Мюллерова | ТОП 09                             |
| Министр культуры                                           | Алена Ганакова    | ТОП 09                             |
| Министр транспорта                                         | Збинек Станюра    | Гражданская демократическая партия |
| Министр образования, молодёжи и физической культуры        | Петр Фиала        | беспартийный                       |
| Министр регионального развития                             | Камил Янковски    | LIDEM                              |
| Министр без портфеля, председатель Законодательного совета | Петр Млсна        | LIDEM                              |

### Правительство Иржи Руснока (2013—2014)
10 июля 2013 года был сформирован персональный состав правительства Иржи Руснока.
По партийному составу правительство Руснока формально является беспартийным, однако 5 членов правительства до недавнего времени (в том числе и сам Иржи Руснок) являлись членами Чешской социал-демократической партии.
| Должность                                             | Имя               | Партия                        |
| Председатель                                          | Иржи Руснок       | беспартийный (до 2010 — ČSSD) |
| Вице-председатель, министр финансов                   | Ян Фишер          | беспартийный                  |
| Вице-председатель, министр внутренних дел             | Мартин Пецина     | беспартийный (до 2013 — ČSSD) |
| Министр иностранных дел                               | Ян Когоут         | беспартийный (до 2013 — ČSSD) |
| Министр обороны                                       | Властимил Пицек   | беспартийный                  |
| Министр юстиции, председатель Законодательного совета | Мария Бенешова    | беспартийный (до 2013 — ČSSD) |
| Министр труда и социальных дел                        | Франтишек Коничек | беспартийный (до 2013 — ČSSD) |
| Министр промышленности и торговли                     | Иржи Циенциала    | беспартийный                  |
| Министр здравоохранения                               | Мартин Гольцат    | беспартийный                  |
| Министр образования, молодёжи и физической культуры   | Далибор Штис      | беспартийный                  |
| Министр сельского хозяйства                           | Мирослав Томан    | беспартийный                  |
| Министр транспорта                                    | Зденек Жак        | беспартийный                  |
| Министр регионального развития                        | Франтишек Лукл    | беспартийный                  |
| Министр окружающей среды                              | Томаш Подивински  | беспартийный                  |
| Министр культуры                                      | Иржи Балвин       | беспартийный                  |

На заседании Палаты депутатов Чехии 7 августа 2013 года правительству Иржи Руснока не удалось набрать предусмотренного конституцией большинства голосов членов палаты: против состава правительства Руснока проголосовало 100 депутатов (члены право-центристских партий ODS и TOP 09), за — 93 депутата (из левых партий KSČM и ČSSD, а также большинство право-центристской партии Дела общественные), 7 депутатов отсутствовали в заседании палаты. Иржи Руснок назвал результаты голосования «честным проигрышем» и пообещал, что он сам и члены его правительства уйдут в отставку 8 или 9 августа, перейдя в качество исполняющих обязанности до формирования нового состава. 9 августа Иржи Руснок объявил об отставке правительства. 13 августа Президент Чехии Милош Земан принял отставку правительства. Члены правительства и сам Руснок исполняли свои обязанности до формирования нового правительства после внеочередных выборов в Палату депутатов Парламента.

### Правительство Богуслава Соботки (2014—2017)
17 января 2014 года президент Милош Земан назначил председателем правительства Чехии Богуслава Соботку. 29 января 2014 года президент утвердил состав правительства Богуслава Соботки, ставший результатом левоцентристской коалиции партий ČSSD, ANO 2011 и KDU-ČSL.
| Должность                                                                              | Имя                           | Партия                                |
| Председатель                                                                           | Богуслав Соботка              | Чешская социал-демократическая партия |
| Первый вице-председатель по экономике, министр финансов                                | Андрей Бабиш                  | ANO 2011                              |
| Вице-председатель по науке и исследованиям                                             | Павел Белобрадек              | ХДС — ЧНП                             |
| Министр внутренних дел                                                                 | Милан Хованец                 | Чешская социал-демократическая партия |
| Министр юстиции                                                                        | Хелена Валкова                | ANO 2011                              |
| Министр обороны                                                                        | Мартин Стропницкий            | ANO 2011                              |
| Министр промышленности и торговли                                                      | Ян Младек                     | Чешская социал-демократическая партия |
| Министр окружающей среды                                                               | Рихард Брабец                 | ANO 2011                              |
| Министр сельского хозяйства                                                            | Мариан Юречка                 | ХДС — ЧНП                             |
| Министр иностранных дел                                                                | Любомир Заоралек              | Чешская социал-демократическая партия |
| Министр здравоохранения                                                                | Сватоплук Немечек             | Чешская социал-демократическая партия |
| Министр труда и социальных дел                                                         | Михаела Марксова              | Чешская социал-демократическая партия |
| Министр культуры                                                                       | Даниель Херман                | ХДС — ЧНП                             |
| Министр транспорта                                                                     | Антонин Прахарж               | ANO 2011                              |
| Министр образования, молодёжи и физической культуры                                    | Марцель Хладек                | Чешская социал-демократическая партия |
| Министр регионального развития                                                         | Вера Йоурова                  | ANO 2011                              |
| Министр регионального развития                                                         | Карла Шлехтова (c 08.10.2014) | ANO 2011                              |
| Министр по правам человека и равным возможностям, председатель Законодательного совета | Иржи Динстбир младший         | Чешская социал-демократическая партия |

### Правительства Андрея Бабиша (2017—2021)
13 декабря 2017 года президент Милош Земан утвердил состав правительства Чехии, председателем которого он ещё 6 декабря назначил лидера ANO 2011 Андрея Бабиша.
| Должность                                             | Имя                | Партия                            |
| Председатель                                          | Андрей Бабиш       | ANO 2011                          |
| Вице-председатель и министр иностранных дел           | Мартин Стропницкий | ANO 2011                          |
| Вице-председатель и министр окружающей среды          | Рихард Брабец      | ANO 2011                          |
| Министр финансов                                      | Алена Шиллерова    | беспартийная, сторонница ANO 2011 |
| Министр внутренних дел                                | Любомир Метнар     | беспартийный, сторонник ANO 2011  |
| Министр здравоохранения                               | Адам Войтех        | беспартийный, сторонник ANO 2011  |
| Министр труда и социальных дел                        | Ярослава Немцова   | ANO 2011                          |
| Министр промышленности и торговли                     | Томаш Гюнер        | беспартийный, сторонник ANO 2011  |
| Министр юстиции, председатель Законодательного совета | Роберт Пеликан     | ANO 2011                          |
| Министр образования, молодёжи и физической культуры   | Роберт Плага       | ANO 2011                          |
| Министр обороны                                       | Карла Шлехтова     | беспартийная, сторонница ANO 2011 |
| Министр транспорта                                    | Дан Тёк            | беспартийный, сторонник ANO 2011  |
| Министр регионального развития                        | Клара Досталова    | беспартийная, сторонница ANO 2011 |
| Министр сельского хозяйства                           | Йиржи Милек        | беспартийный, сторонник ANO 2011  |
| Министр культуры                                      | Илья Шмид          | беспартийный, сторонник ANO 2011  |

Кабинет не получил доверия парламента и первое правительство Андрея Бабиша отправилось в отставку. Президент Милош Земан снова доверил Андрею Бабишу сформировать кабинет. В июне 2018 года было составлено второе правительство Андрея Бабиша, в которое вошло ČSSD. Данное правительство получило доверие парламента благодаря соглашению с KSČM. В период с 2018 года до 2021 выглядело так:
| Должность                                                                             | Имя              | Партия                          |
| Председатель                                                                          | Андрей Бабиш     | ANO 2011                        |
| Первый вице-председатель и министр внутренних дел                                     | Ян Гамачек       | ČSSD                            |
| Вице-председатель и министр окружающей среды                                          | Рихард Брабец    | ANO 2011                        |
| Вице-председатель по экономике, министр промышленности и торговли, министр транспорта | Карел Гавличек   | беспартийный, по квоте ANO 2011 |
| Вице-председатель по финансам и министр финансов                                      | Алена Шиллерова  | беспартийная, по квоте ANO 2011 |
| Министр иностранных дел                                                               | Якуб Кулганек    | ČSSD                            |
| Министр здравоохранения                                                               | Адам Войтех      | беспартийный, по квоте ANO 2011 |
| Министр труда и социальных дел                                                        | Яна Малачова     | ČSSD                            |
| Министр юстиции, председатель Законодательного совета                                 | Мария Бенешова   | беспартийная, по квоте ANO 2011 |
| Министр образования, молодёжи и физической культуры                                   | Роберт Плага     | ANO 2011                        |
| Министр обороны                                                                       | Любомир Метнар   | беспартийный, по квоте ANO 2011 |
| Министр регионального развития                                                        | Клара Досталова  | беспартийная, по квоте ANO 2011 |
| Министр сельского хозяйства                                                           | Мирослав Томан   | ČSSD                            |
| Министр культуры                                                                      | Любомир Заоралек | ČSSD                            |

Во время пандемии COVID-19 на посту министра здравоохранения сменилось пять министров. Министр Адам Войтех, который был министром с 13 декабря 2017 года, объявил 21 сентября 2020 года, что уходит в отставку. Его преемник Роман Примула был на посту министра здравоохранения недолго, уже 29 октября он был уволен, после того как в СМИ появились фотографии, на которых он выходит из ресторана, который, согласно правительственным ограничениям, должен был быть закрыт. Новым министром был назначен Ян Блатный, который находился в этой должности до 7 апреля 2021 года. Он был раскритикован президентом Милошем Земаном за то, что отказывался разрешать использование вакцин из России (Sputnik V) и Китая без одобрения EMA. Новым министром был назначен Петр Аренбергер, который пробыл в своей должности до 26 мая 2021 года. Поводом для его отставки, стал ряд скандалов, связанных с недвижимостью и ошибками в налоговых и имущественных декларациях. Новым министром был назначен бывший министр и депутат парламента Адам Войтех..
11 ноября 2021 правительство Чехии, возглавляемое председателем политического движения АНО ("Акция недовольных граждан") Андреем Бабишем, подало в отставку.

### Правительство Петра Фиалы (2021— )
28 ноября 2021 года президент Милош Земан утвердил на должности нового премьер-министра председателя ODS Петра Фиалу и поручил ему сформировать правительство. 17 декабря 2021 года, президент утвердил новый состав правительства, в которое вошли представители ODS, STAN, KDU-ČSL, TOP 09 и Чешская пиратская партия.
| Должность                                                         | Имя               | Партия                   |
| Председатель                                                      | Петр Фиала        | ODS                      |
| Первый вице-председатель, министр внутренних дел                  | Вит Ракушан       | STAN                     |
| Вице-председатель, министр труда и социальных дел                 | Мариан Юречка     | KDU-ČSL                  |
| Вице-председатель по цифровизации, министр регионального развития | Иван Бартош       | Чешская пиратская партия |
| Вице-председатель, министр здравоохранения                        | Властимил Валек   | TOP 09                   |
| Министр финансов                                                  | Зденек Станюра    | ODS                      |
| Министр иностранных дел                                           | Ян Липавский      | Чешская пиратская партия |
| Министр юстиции                                                   | Павел Блажек      | ODS                      |
| Министр культуры                                                  | Мартин Бакса      | ODS                      |
| Министр промышленности и торговли                                 | Йозеф Сикела      | STAN                     |
| Министр образования, молодёжи и физической культуры               | Владимир Балаш    | STAN                     |
| Министр обороны                                                   | Яна Чернохова     | ODS                      |
| Министр транспорта                                                | Мартин Купка      | ODS                      |
| Министр сельского хозяйства                                       | Зденек Некула     | KDU-ČSL                  |
| Министр окружающей среды                                          | Петр Гладик       | KDU-ČSL                  |
| Министр по вопросам науки и исследований                          | Елена Лангшалдова | TOP 09                   |
| Министр - председатель Законодательного совета                    | Михал Шаломоун    | Чешская пиратская партия |
| Министр по европейским делам                                      | Микулаш Бэк       | STAN                     |